# Christian Keller
Christian Keller (Essen, 3 agosto 1972) è un ex nuotatore tedesco.

## Carriera
Specializzato nello stile libero e nei misti, ha vinto una medaglia di bronzo alle Olimpiadi di Atlanta 1996 nella staffetta 4x200 m stile libero.

## Palmarès
- Olimpiadi

Atlanta 1996: bronzo nella 4x200m sl.
- Mondiali

Roma 1994: bronzo nella 4x200m sl.
Barcellona 2003: bronzo nella 4x200m sl.
- Mondiali in vasca corta

Palma di Majorca 1993: oro nei 200m misti, argento nei 200m farfalla e nella 4x200m sl.
Göteborg 1997: argento nei 200m misti e bronzo nei 400m misti.
- Europei

Atene 1991: bronzo nella 4x200m sl.
Sheffield 1993: argento nella 4x200m sl e bronzo nei 200m misti.
Vienna 1995: oro nella 4x200m sl, argento nella 4x100m sl e bronzo nei 200m misti.
Siviglia 1997: bronzo nella 4x200m sl.
Istanbul 1999: oro nella 4x200m sl, argento nella 4x100m misti e bronzo nella 4x100m sl.
Helsinki 2000: argento nei 200m misti e nella 4x200m sl.
- Europei in vasca corta

Gateshead 1993: bronzo nei 100m misti.
Stavanger 1994: argento nei 100m misti.
Rostock 1996: argento nei 200m misti e nei 400m misti e bronzo nei 100m misti.
Sheffield 1998: bronzo nei 400m misti.
Valencia 2000: argento nei 200m misti.
- Europei giovanili

Leeds 1992: oro nei 200m farfalla e bronzo nei 100m farfalla.
- Vincitore della Coppa del Mondo di misti nel 1993, nel 1994 e nel 1995